# Basketballnationalmannschaft der Demokratischen Republik Kongo
Die Basketballnationalmannschaft der Demokratischen Republik Kongo ist die Auswahl von Basketballspielern der Demokratischen Republik Kongo, welche die Basketball Federation of Democratic Republic of Congo auf internationaler Ebene, beispielsweise in Freundschaftsspielen gegen die Auswahlmannschaften anderer nationaler Verbände, aber auch bei internationalen Wettbewerben repräsentiert. 
Größter Erfolg war der vierte Platz bei der Afrikameisterschaft 1975. 1963 trat der nationale Verband dem Weltverband Fédération Internationale de Basketball (FIBA) bei. Im Januar 2014 wurde die Mannschaft auf dem 83. Platz der Weltrangliste der Männer geführt.

## Internationale Wettbewerbe

### Die Demokratische Republik Kongo bei Weltmeisterschaften
Die Mannschaft konnte sich bisher nicht für eine Weltmeisterschaft qualifizieren.

### Die Demokratische Republik Kongo bei Olympischen Spielen
Bisher gelang es der Mannschaft nicht, sich für die olympischen Basketballwettbewerbe zu qualifizieren.

### Die Demokratische Republik Kongo bei Afrikameisterschaften
Die Mannschaft kann bisher fünf Teilnahmen an der Afrikameisterschaft vorweisen:
| - 1962: nicht qualifiziert - 1964: nicht qualifiziert - 1965: nicht qualifiziert - 1968: nicht qualifiziert - 1970: nicht qualifiziert - 1972: nicht qualifiziert - 1974: 6. Platz - 1975: 4. Platz - 1978: nicht qualifiziert - 1980: 6. Platz - 1981: nicht qualifiziert - 1983: nicht qualifiziert - 1985: nicht qualifiziert - 1987: nicht qualifiziert - 1989: nicht qualifiziert | - 1992: nicht qualifiziert - 1993: nicht qualifiziert - 1995: 9. Platz - 1997: nicht qualifiziert - 1999: nicht qualifiziert - 2001: nicht qualifiziert - 2003: nicht qualifiziert - 2005: nicht qualifiziert - 2007: 15. Platz - 2009: nicht qualifiziert - 2011: nicht qualifiziert - 2013: nicht qualifiziert - 2015: nicht qualifiziert - / 2017: 6. Platz - 2021: 13. Platz |

### Die Demokratische Republik Kongo bei den Afrikaspielen
Die Basketballnationalmannschaft der Demokratischen Republik Kongo nahm bisher mindestens zweimal an den Wettbewerben der Afrikaspiele teil: Im Jahr 1965 erreichte die Mannschaft den siebten Rang, 2007 belegte man den neunten Platz.